# Jorge Rodrigues
Jorge Rodrigues (Lagos, 1973) é um artista plástico português.

## Biografia
Nasceu no concelho de Lagos, em 1973. Em 2000 concluiu o curso avançado de artes plásticas no Ar.Co - Centro de Arte & Comunicação Visual, em Lisboa.
Destacou-se como artista plástico, tendo a sua obra sido classificada por Alexandre Barata, do Centro Cultural de Lagos, como «planas, com poucas cores, vemos manchas, não existem linhas de contorno, são feitas de pontos como todas as formas, não identificamos a realidade, dizemos que são abstractas». Refere igualmente que «Pintando por todo lado J. R. preenche o nosso olhar, define uma paisagem sem linha de horizonte mas com linhas de referência, variadas também», formando uma «narrativa do fazer, do sentir, juntando o que o Jorge Rodrigues nos quer contar, que é do domínio do profundo, da subjectividade, ou, melhor, do caminho da luz».
Expôe regularmente as suas obras desde 1992. Em 2000 foi um dos artistas na exposição ARC.CO Bolseiros e Finalistas, na Cordoaria Nacional, em Lisboa, e em 2001 expôs na Galeria Castelo 66 em Lagos, na Cesar Galeria em Lisboa, e participou nas exposições Parthénos no Centro Cultural de Lagos e no stando da Galeria Filomena Soares no certame Arte Lisboa 2001. Em 2002 voltou a estar presente no stand da Galeria Filomena Soares na Arte Lisboa, e também na exposição ARCO 2002, na cidade de Madrid. Nesse ano colaborou igualmente no evento Paintings in Hospitals (en), em Lisboa e em Londres, no Hammersmith Hospital (en), e participou na Exposição Prémio CELPA / Vieira da Silva, organizada pela Fundação Árpád Szenes-Vieira da Silva, em Lisboa. Em 2003 voltou a participar na exposição CELPA / Vieira da Silva, fez uma exposição individual na Galeria Filomena Soares, e participou nas exposições Desenho no Século, da Sociedade Nacional de Belas Artes, em Lisboa, e Banhos Públicos, do Centro de Arte Oliva, em São João da Madeira. No ano seguinte esteve novamente presente no stand Galeria Filomena Soares, nos certames ARCO em Madrid, Foro Sur em Cáceres, Arte Lisboa, e ArtBrussels em Bruxelas. Participou igualmente nas exposições O Um e os Outros, na Casa das Artes de Taveira, Alguns Fragmentos do Universo: Escala de Cores no Centro Cultural de Lagos, na Galeria Maria Llanos, em Cáceres. Em 2005 continuou a sua colaboração no stand da Galeria Filomena Soares no ARCO em Madrid, no Foro Sur em Cáceres, e na Arte Lisboa, e participou na exposição Tractor, organizada em Faro quando foi Capital Nacional da Cultura. Em 2006 voltou a participar nos certames ARCO, Foro Sur e Arte Lisboa como parte do stand da Galeria Filomena Soares, e fez uma exposição individual na Galeria Palma 12, em Barcelona. No ano seguinte participou na exposição Luz, organizada pela Fundação EDP em Lisboa, e na colecção António Cachola, no Museu de Arte Contemporânea de Elvas. Em 2008 esteve presente noGroup Exhibition, no Museu Nacional Grão Vasco, em Viseu.
Em 2009 fez a exposição individual Silencescapes no Centro Cultural de Lagos, e participou nos eventos Foco Sur, ARCO Madrid e Arte Lisboa. Em 2011 esteve presente nas exposições No people allowed / 6500 K do Instituto Superior de Economia e Gestão, em Lisboa, e 6500 K no Festival Verão Azul, em Lagos. No ano seguinte participou nas exposições Matrix, por ocasição do 101.º Aniversário do Instituto Superior de Economia e Gestão, Génesis, organizada pelo Museu de Arte contemporânea de Elvas. Em 2013 marcou presença na exposição Uma Cena de Papeis, no Teatro Municipal Joaquim Benite, em Almada, e em 2014 na Galeria Paulo Nunes, em Vila Franca de Xira. Entre 2020 e 2021 realizou a exposição individual Entre Espaços, no Museu Municipal de Faro.